# Oligovonones
Genre
Oligovonones est un genre d'opilions laniatores de la famille des Cosmetidae.

## Distribution
Les espèces de ce genre sont endémiques du Venezuela,.

## Liste des espèces
Selon World Catalogue of Opiliones (30/07/2021) :
- Oligovonones brunneus Caporiacco, 1951
- Oligovonones mucubajiensis González-Sponga, 1992
- Oligovonones pailaensis González-Sponga, 2003
- Oligovonones paramero González-Sponga, 2003

## Publication originale
- Caporiacco, 1951 : « Studi sugli Aracnidi del Venezuela raccolti dalla Sezione di Biologia (Universitá Centrale del Venezuela). I Parte: Scorpiones, Opiliones, Solifuga y Chernetes. » Acta Biologica Venezuelica, vol. 1, p. 1–46.